# Хемеюш
Хемеюш (рум. Hemeiuș) — село у повіті Бакеу в Румунії. Входить до складу комуни Хемеюш.
Село розташоване на відстані 250 км на північ від Бухареста, 8 км на північний захід від Бакеу, 80 км на південний захід від Ясс, 144 км на північний схід від Брашова.

## Населення
За даними перепису населення 2002 року у селі проживали 1494 особи, з них 1493 особи (99,9%) румунів. Рідною мовою 1493 особи (99,9%) назвали румунську.